# Gigliola Gonzaga
Gigliola Gonzaga, talvolta indicata come Egidiola Gonzaga (Mantova, 1325 circa – Mantova, 1377 circa), in quanto moglie di Matteo II Visconti, fu co-signora consorte di Milano, insieme a Bianca di Savoia e Beatrice Regina della Scala, rispettivamente moglie di Galeazzo II e moglie di Bernabò Visconti.

## Biografia
Era figlia primogenita di Filippino Gonzaga, che si ingraziò i Visconti di Milano facendola sposare nel 1342 a Matteo II Visconti. Grazie a questa alleanza Filippino combatté a fianco dei milanesi contro gli Scaligeri, signori di Verona. Nel 1350 era di nuovo a fianco dei Visconti contro la signoria di Bologna.
Dal matrimonio nacquero due figlie: 
- Caterina (1342-1382), che sposò Ugolino Gonzaga
- Andreola (m. 1386), che andò suora.

Gigliola rimase vedova nel 1355 quando il marito, a causa di una congiura ordita dai fratelli, morì molto probabilmente avvelenato nel suo castello di Saronno. Fece ritorno a Mantova e ingaggiò con i parenti Guido e Feltrino una lunga disputa per il controllo delle terre di confine (Isola Dovarese, Pomponesco, Correggioverde, Fossa Caprara, Vescovato, Sabbioneta, Commessaggio, Viadana e Cicognara, Rivarolo e San Giovanni in Croce) che la madre Anna Dovara, discendente di Buoso da Duera signore di Cremona, morendo le aveva lasciato. La vicenda si concluse con l'accaparramento delle terre da parte della famiglia Gonzaga.

## Ascendenza
|                   |     |                                       | Genitori                                     |  |  | Nonni |  |  | Bisnonni      |  |  | Trisnonni       |  |
|                   |     |                                       |                                              |  |  |       |  |  | Guido Corradi |  |  | Antonio Corradi |  |
|                   |     |                                       |                                              |  |  |       |  |  | Guido Corradi |  |  | Antonio Corradi |  |
|                   |     | Richilde Pedroni                      |                                              |  |  |       |  |  | Guido Corradi |  |  |                 |  |
| Luigi I Gonzaga   |     |                                       |                                              |  |  |       |  |  | Guido Corradi |  |  |                 |  |
|                   |     | Estrambina di San Martino             | Strambino dei conti San Martino di Strambino |  |  |       |  |  |               |  |  |                 |  |
|                   |     | Estrambina di San Martino             | Strambino dei conti San Martino di Strambino |  |  |       |  |  |               |  |  |                 |  |
|                   |     | Estrambina di San Martino             | …                                            |  |  |       |  |  |               |  |  |                 |  |
| Filippino Gonzaga |     | Estrambina di San Martino             |                                              |  |  |       |  |  |               |  |  |                 |  |
|                   |     | Ramberto Ramberti                     | …                                            |  |  |       |  |  |               |  |  |                 |  |
|                   |     | Ramberto Ramberti                     | …                                            |  |  |       |  |  |               |  |  |                 |  |
|                   |     | Ramberto Ramberti                     | …                                            |  |  |       |  |  |               |  |  |                 |  |
| Richilda Ramberti |     | Ramberto Ramberti                     |                                              |  |  |       |  |  |               |  |  |                 |  |
|                   |     | Margherita di Almerico dei Lavellongo | …                                            |  |  |       |  |  |               |  |  |                 |  |
|                   |     | Margherita di Almerico dei Lavellongo | …                                            |  |  |       |  |  |               |  |  |                 |  |
|                   |     | Margherita di Almerico dei Lavellongo | …                                            |  |  |       |  |  |               |  |  |                 |  |
| Gigliola Gonzaga  |     | Margherita di Almerico dei Lavellongo |                                              |  |  |       |  |  |               |  |  |                 |  |
|                   | ... | …                                     |                                              |  |  |       |  |  |               |  |  |                 |  |
|                   | ... | …                                     |                                              |  |  |       |  |  |               |  |  |                 |  |
|                   | ... | …                                     |                                              |  |  |       |  |  |               |  |  |                 |  |
| Nicolò da Dovara  | ... |                                       |                                              |  |  |       |  |  |               |  |  |                 |  |
|                   |     | ...                                   | …                                            |  |  |       |  |  |               |  |  |                 |  |
|                   |     | ...                                   | …                                            |  |  |       |  |  |               |  |  |                 |  |
|                   |     | ...                                   | …                                            |  |  |       |  |  |               |  |  |                 |  |
| Anna Dovara       |     | ...                                   |                                              |  |  |       |  |  |               |  |  |                 |  |
|                   |     | ...                                   | …                                            |  |  |       |  |  |               |  |  |                 |  |
|                   |     | ...                                   | …                                            |  |  |       |  |  |               |  |  |                 |  |
|                   |     | ...                                   | …                                            |  |  |       |  |  |               |  |  |                 |  |
| ...               |     | ...                                   |                                              |  |  |       |  |  |               |  |  |                 |  |
|                   |     | ...                                   | …                                            |  |  |       |  |  |               |  |  |                 |  |
|                   |     | ...                                   | …                                            |  |  |       |  |  |               |  |  |                 |  |
|                   |     | ...                                   | …                                            |  |  |       |  |  |               |  |  |                 |  |
|                   |     | ...                                   |                                              |  |  |       |  |  |               |  |  |                 |  |